# White Pony
White Pony (englisch Weißes Pony) ist das dritte Studioalbum der US-amerikanischen Metal-Band Deftones. Das Album erschien am 12. Juni 2000 über Maverick Records. Das Album zeigte ein signifikantes Wachstum im Sound der Band, die ihren bisherigen Alternative Metal um Elemente des Post-Hardcore, Trip-Hop, Shoegaze, Progressive Rock und Post-Rock erweiterten. Es ist das erste Album, auf dem der Sänger Chino Moreno Gitarre spielt, sowie das erste Album mit dem DJ und Keyboarder Frank Delgado als festem Bandmitglied.
White Pony ist das bislang erfolgreichste Album der Bandgeschichte und wurde in den Vereinigten Staaten mit Platin und in Australien, Kanada und dem Vereinigten Königreich jeweils mit einer Goldenen Schallplatte ausgezeichnet. Das Lied Elite wurde bei den Grammy Awards 2001 in der Kategorie Best Metal Performance ausgezeichnet. Es gilt wahlweise als Krönung oder als Überwindung des Nu Metal.

## Entstehung

### Songwriting

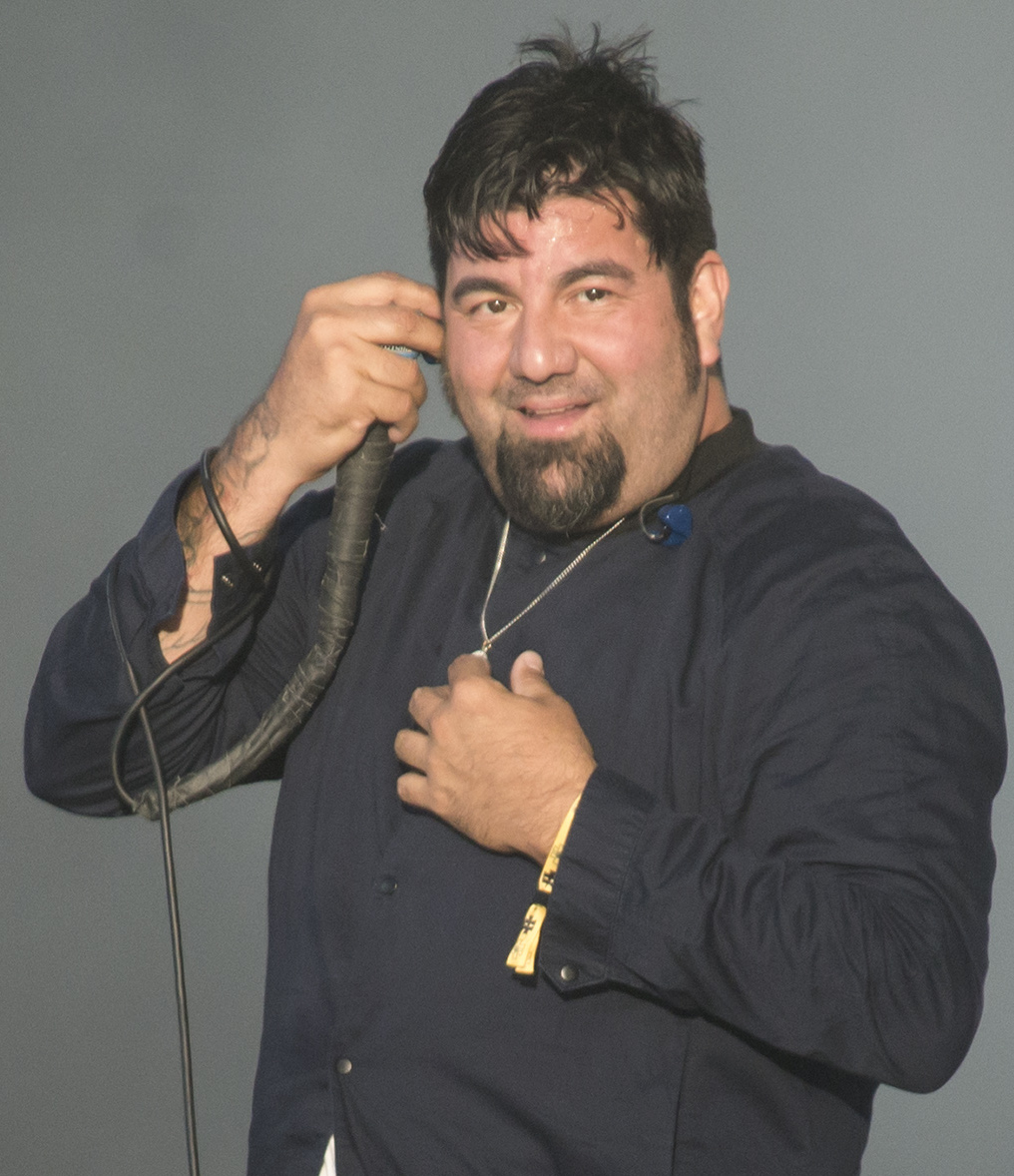
Sänger Chino Moreno

Deftones hatten zuvor die Alben Adrenaline (1995) und Around the Fur (1997) veröffentlicht, mit denen die Band erste Erfolge erzielen konnte. Beide Alben wurden im Jahre 1999 jeweils mit einer Goldenen Schallplatte ausgezeichnet. Ebenfalls im Jahre 1999 beförderte die Band den DJ und Keyboarder Frank Delgado zum festen Bandmitglied. Die Band wurde seit der Veröffentlichung von Adrenaline häufig in die Nu-Metal-Schublade gesteckt, was den Musikern nicht gefiel. Chino Moreno erklärte, dass die Band anfangs nicht wusste, was für ein Album sie machen wollten, jedoch sollte das Album etwas anders sein. Nu Metal wäre zum Stigma geworden und die Band wollte experimentieren und neue Dinge ausprobieren anstatt irgendwelchen Formeln zu folgen.

„Ich denke nur an das schöne weiße Pferd, das frei herumläuft. Und zu dieser Zeit waren wir dieses frei herumlaufende Pferd. Wir nahmen eine harte Linkskurve und gingen einen anderen Weg und gingen unseren eigenen Weg.“

Neben den Elemente von Shoegaze, Post-Rock, Industrial, Punk und Noise wollte die Band auch ihre Vorliebe für elektronische Musik in das neue Album einfließen lassen. Dabei war das Album Endtroducing..... von DJ Shadow eine große Inspiration. Frank Delgado konnte sich auf White Pony stärker einbringen als auf Around the Fur, bei dem er nur ein Gastmusiker gab. Er hätte für White Pony gelernt, aus dem Hintergrund Aspekte hinzuzufügen und alles darangesetzt, nach einem Synthesizer oder Sampler zu klingen. Chino Moreno ergänzte, dass es wohl zur Dynamik des Album beigetragen hätte, Frank Delgado und das Schlagzeug an vorderer Stelle mit einzubeziehen. Viele Lieder enthalten zahlreiche Tempowechsel und klingen sowohl düsterer als auch sperriger als die auf den ersten beiden Alben.
In ihrem bandeigenen Proberaum The Spot in Sacramento begannen die Musiker mit dem Songwriting. Zu dieser Zeit zog der Gitarrist Stephen Carpenter nach Los Angeles und war bei den ersten Sessions nicht immer anwesend. So griff der eher von Post-Punk und Wave inspirierte Sänger Chino Moreno selbst zur Gitarre und nutzte sie als Instrument zum Experimentieren, obwohl er eigentlich nicht auf dem Album spielen wollte. Als erstes Lied entstand Change (In the House of Flies), welches die erste Single des Albums werden sollte. Carpenter wäre zunächst nicht sehr glücklich über das Lied gewesen, gab dann aber schnell zu, dass seine Bandkollegen ein tolles Lied geschrieben hätten. In der nächsten Zeit versuchten sich Moreno und Carpenter gegenseitig zu übertreffen. Es entstand ein Album, welches sich deutlich von den ersten beiden unterschied. Laut Chino Moreno wurden die Extreme intensiviert.

„Wenn du ein Lied von White Pony nimmst und es jemanden vorspielst, kannst du nicht sagen, so klingt das neue Album. Weil jedes verdammte Lied ist anders und über wie viele andere Alben kannst du das behaupten?“

### Aufnahmen

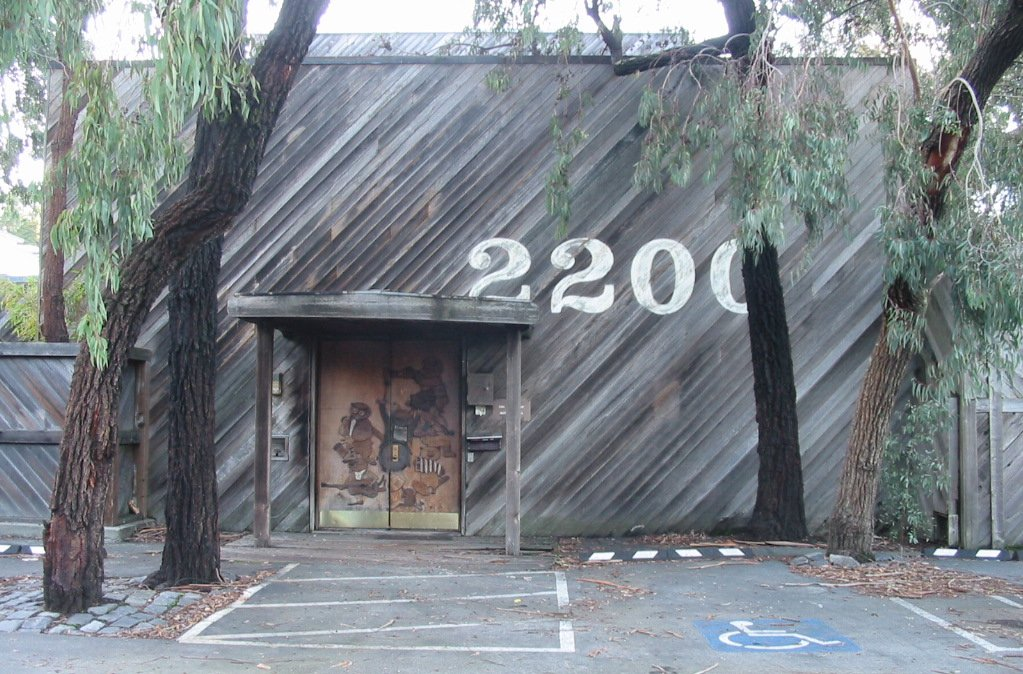
Das Record Plant in Sausalito

Im Sommer 1999 nahm die Band an der Ozzfest-Tournee teil. Danach fuhren Abe Cunningham und Stephen Carpenter mit einem Van von Sacramento in die San Francisco Bay Area, um sich mehrere Tonstudios anzuschauen. Die Wahl fiel schließlich auf das Record Plant in Sausalito. Dort hatten unter anderem Prince sein Debütalbum For You und Metallica ihre Alben Load und ReLoad aufgenommen. Im August 1999 begannen die Aufnahmen, wobei die Musiker nur rund die Hälfte des späteren Albums geschrieben hatten. Die Bandmitglieder übernachteten auf Hausbooten.
Wie schon bei den ersten beiden Alben arbeiteten Deftones mit dem Produzenten Terry Date zusammen. Zunächst ermutigte dieser die Musiker dazu, sich eventuell einen anderen Produzenten zu suchen, da er nicht wollte, dass sich die Band auf eine Person versteift. Abe Cunningham suchte das Gespräch mit dem Soundgarden-Sänger Chris Cornell, der ebenfalls der Meinung war, dass es ungesund für eine Band wäre, zu viel mit derselben Person zu arbeiten. Die Band traf sich zunächst mit Jerry Harrison von den Talking Heads und mit Rick Rubin. Zu einer Zusammenarbeit mit letzterem kam es nicht, da Rubin immer erst das Lied in einer akustischen Version hören wollte.
Schließlich fiel die Wahl auf Terry Date, der laut Chino Moreno sehr gut darin war, die Musiker wieder darauf zu fokussieren, warum sie hier wären. Darüber hinaus lobte Moreno Date noch, weil er im wahrsten Sinne des Wortes da wäre, um die gewünschten Sounds zu erzeugen. Die Musiker waren vor den Aufnahmen hochmotiviert, zeigten aber eine eher laxe Arbeitsmoral. Grund dafür was das Videospiel Tony Hawk’s Skateboarding, welches die Bandmitglieder auf der PlayStation in der Studiolounge ausgiebig spielten. Laut Chino Moreno war die Band regelgerecht besessen von dem Spiel, so dass die eigentlichen Aufnahmen immer wieder in den Hintergrund rückten.

„Das war einer dieser magischen Momente. Wir waren sehr fokussiert, obwohl wir gar nicht fokussiert waren. Wir waren zusammen und sehr stolz, aufgeregt, glücklich und hatten etwas zu beweisen.“

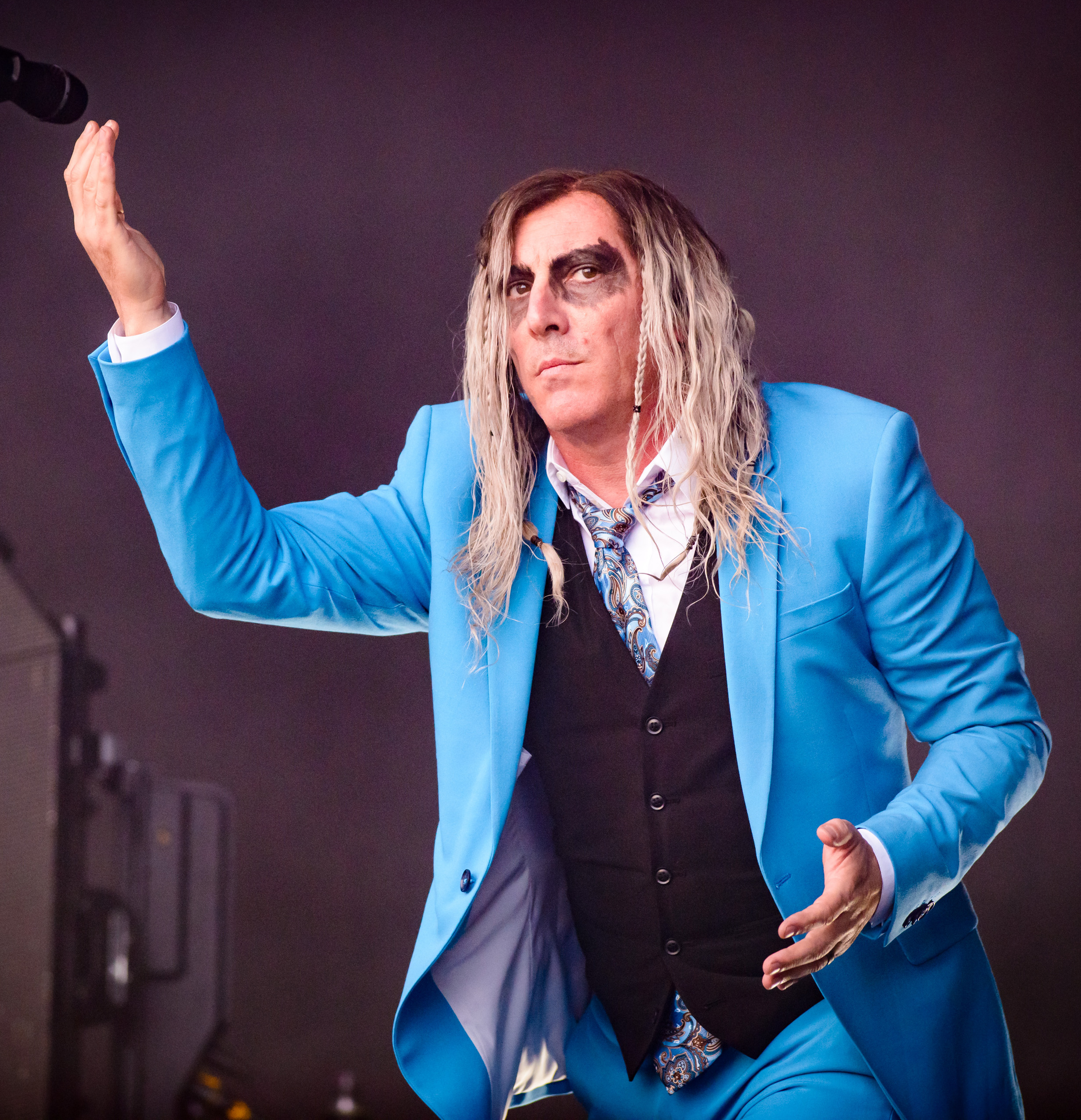
Gastsänger Maynard James Keenan

Am 2. Januar 2000 wurden die Aufnahmen in den Larrabee Sound Studios in West Hollywood fortgesetzt. Die Musiker mieteten eine Villa in den Hollywood Hills. Hin und wieder schaute der Tool-Sänger Maynard James Keenan im Studio vorbei, mit dem die Band das Lied Passenger ungeplant erarbeitete. Chino Moreno und Keenen setzten sich an einen Tisch und schrieben abwechselnd jeweils eine Textzeile. Bei dem Lied Knife Prty ist die Sängerin und Schauspielerin Rodleen Getsic zu hören, die für ihr spontan entstandenes Feature nur wenige Takes brauchte. Dritter Gastsänger auf dem Album ist Scott Weiland von den Stone Temple Pilots, der bei Rx Queen einige Hintergrundgesänge beisteuerte. Da das Thema Credits nicht zur Sprache kommt, wird Weilands Beitrag nicht erwähnt. Jonah Matranga von der Band Far nahm einige Gesänge für das Lied Change (In the House of Flies) auf, die jedoch nicht verwendet wurden.
White Pony wurde von Terry Date gemischt, wobei er von Robert Daniels, Ted Regier und Ulrich Wild assistiert wurde. Das Mastering übernahm Howie Weinberg. Die Band nahm 13 Lieder auf, von denen zehn von Chino Moreno eingesungen wurden. Ursprünglich wollte Moreno pro Tag ein Lied einsingen, jedoch wurden daraus zwei Monate. Insgesamt dauerten die Aufnahme über vier Monate, wodurch der Veröffentlichungstermin immer wieder nach hinten verschoben werden musste. Regelmäßig wurde die Band von Vertretern ihrer Plattenfirma angehalten, sich zu beeilen. Jedoch ging die Band nicht darauf ein. Für die Single Change (In the House of Flies) nahm die Band noch eine Coverversion des Sade-Liedes No Oridinary Love auf.

### Veröffentlichung

#### Original
White Pony ist das einzige Album der Bandgeschichte, bei dem der Albumtitel feststand, bevor überhaupt eine Note der Musik geschrieben wurde. Die Idee dazu hatte der Sänger Chino Moreno, der den Titel dem Lied White Horse des dänischen Popduos Laid Back entnahm. Der Titel des Albums ist ebenfalls der Straßenname der Droge Heroin. Über die genaue Bedeutung machte die Band keine Angaben. Sechs Monate vor der Veröffentlichung des Albums brachte die Band das Motiv über Poster und Aufkleber in die Welt, was der Urheber Frank Maddock als eine Art Propaganda bezeichnete. Er und die Band wollten, dass die Leute über das Bild sprechen und sich fragen, was dies sein soll und was da kommen würde. Sänger Chino Moreno bezeichnete es als verrückt, dass das Motiv so ikonisch wurde.
Als erste Single wurde am 16. Mai 2000 das Lied Change (In the House of Flies) ausgekoppelt. Das dezugehörige Musikvideo wurde einen Monat zuvor in einem House in Hollywood aufgenommen und zeigt die Band, wie sie das Lied während einer Party spielt. Regie führte Liz Friedlander. Ursprünglich wollte die Plattenfirma das Lied Knife Party als erste Single auskoppeln. Im Oktober 2000 folgte mit Back to School (Mini Maggit) die zweite Single, die auch als EP veröffentlicht wurde. Das Video wurde an der Grant High School in Los Angeles aufgenommen. Regie führte Paul Hunter. Im Oktober 2000 wurde das Album neu veröffentlicht. Aus dem in der Originalversion letztem Lied Pink Maggit machte die Band auf Druck der Plattenfirma das Lied Back to School (Mini Maggit) und packte dieses Lied an die erste Stelle. Die Band war darüber zunächst nicht glücklich.

„Das Album war schon eine weile draußen und bekam Radio-Airplay, aber die Plattenfirma wollte eine zweite Single und dachte, auf dem Album wäre keine. Sie verwiesen auf Papa Roach und Linkin Park, die sechs Millionen Alben verkauften und das der Refrain von Pink Maggit großartig wäre. An einem Tag schrieb ich die Musik um und einen Text dazu. Ich bereue es nicht, es ist kein schreckliches Lied.“

Darüber hinaus wurde das Lied Digital Bath noch als Promo-Single ausgekoppelt. Weitere Musikvideos wurden für Digital Bath und Street Carp veröffentlicht, bei denen Andrew Bennet bzw. James Sutton Regie führten. Um zu verhindern, dass das Album vor der Veröffentlichung auf den eingängigen Musiktauschbörsen auftaucht, wurden die Musikmagazine mit einer abgespeckten Version des Albums bemustert. Die Plattenfirma Maverick Records verschickte das Album auf Musikkassette ohne Coverartwork, bei dem die einzelnen Lieder als Fadeout-Versionen vertreten waren. Am Tag der Albumveröffentlichung trat die Band mit ihrer ersten Single in der Tonight Show mit David Letterman auf. Einen weiteren Fernsehauftritt hatte die Band am 9. Februar 2001, als sie Digital Bath in der Tonight Show mit Lettermans Nachfolger Jay Leno spielten. Anlässlich des 20-jährigen Jubiläums des Albums brachte die Band am 28. August 2020 in Zusammenarbeit mit der Belching Beaver Brewery ein nach dem Album benanntes Bier auf den Markt. Es ist ein India Pale Ale mit starker Betonung auf den Hopfen.

#### Black Stallion
Anlässlich des 20-jährigen Jubiläums der Albumveröffentlichung wurde das Album wieder veröffentlicht. Der Neuauflage lag eine Bonus-CD namens Black Stallion (englisch Schwarzer Hengst) bei, auf dem die elf Lieder der Originalversion von verschiedenen Produzenten als Remix vertreten sind. Laut Chino Moreno verfügte die Band über keine unveröffentlichten Lieder aus der Ära, und die Musiker wollten weder das Albumcover verändern, noch die Lieder neu abmischen und zu remastern. Seiner Meinung nach war der Sound „für die damalige Zeit perfekt und hat den Test der Zeit bestanden“. Die Bandmitglieder wären schon immer von unterschiedlicher Musik inspiriert. Neben DJ Shadow wäre das Album Psyecnce Fiction von Unkle eine große Inspiration gewesen. Ursprünglich sollte der wie die Band aus Sacramento stammende DJ Shadow bereits bei der ursprünglichen Veröffentlichung von White Pony das komplette Album remixen.
Beteiligt waren Clams Casino, DJ Shadow, Blanck Mass, Salva, Phantogram, Robert Smith von The Cure, Purity Ring, Trevor Jackson, Mike Shinoda von Linkin Park, Tourist und Squarepusher. Robert Smith ist als Einziger an die Band herangetreten, um einen Remix beizusteuern. Alle Beteiligten erhielten laut Abe Cunningham Zugriff auf alles Rohmaterial, also auch auf Aufnahmen, die nicht für die verwendet wurden. Über das Resultat meinte Chino Moreno, dass es das gleiche Album wäre, aber „mit einer Sonnenbrille und einer Mütze auf“. Mike Shinodas Version des Liedes Passenger wurde bei den Grammy Awards 2022 in der Kategorie Best Remixed Recording, Non-Classical ausgezeichnet.

### Lyrischer Hintergrund

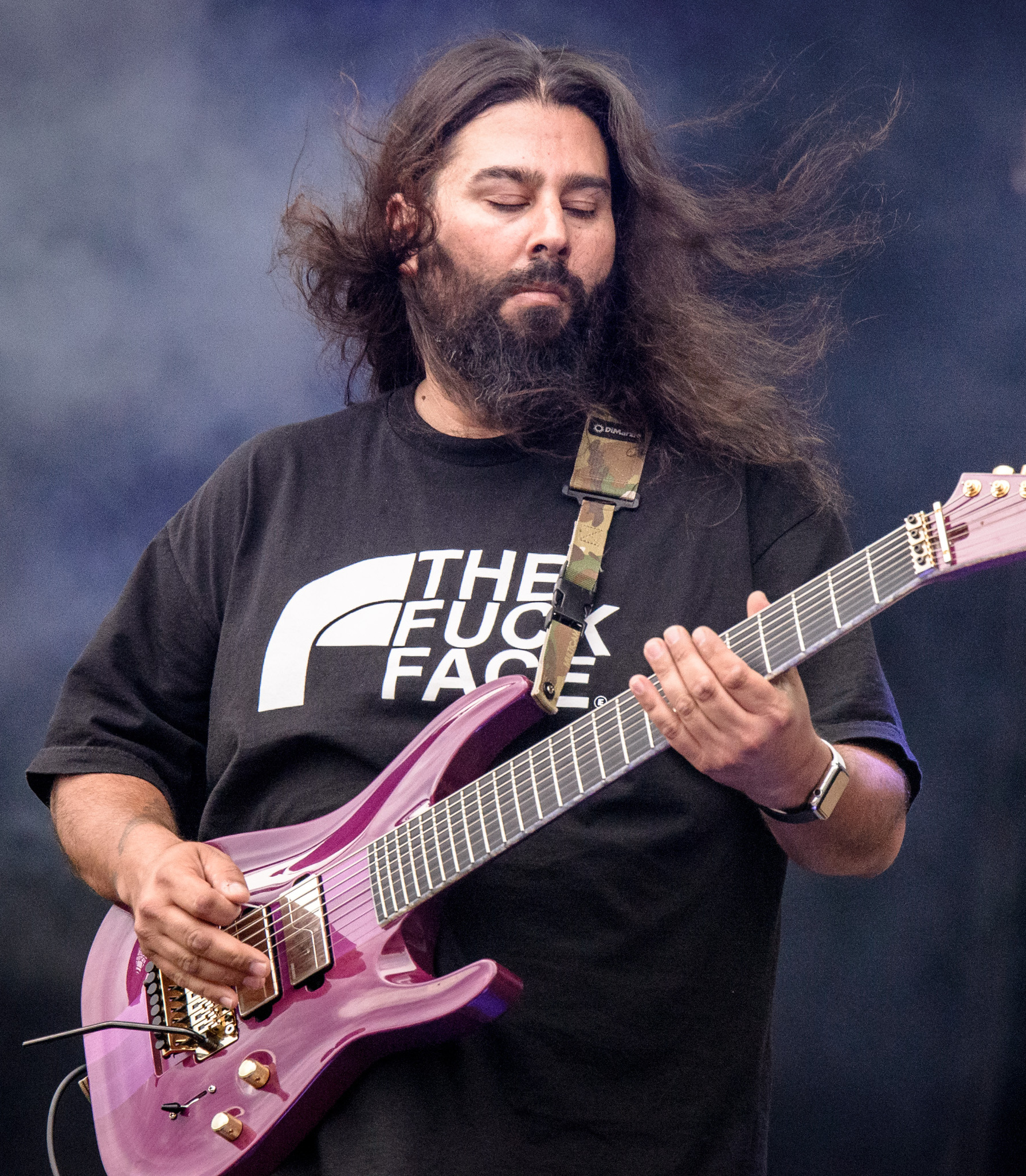
Gitarrist Stephen Carpenter

Als größten lyrischen Unterschied zu den ersten beiden Alben schrieb Sänger Chino Moreno erstmals nicht über sich selbst. Er schrieb einige Storylines und Dialoge, nahm sich aber erstmals komplett aus den Texten heraus, um über andere Dinge zu schreiben. In einem Interview mit Alternative Press erklärte, dass er nur Freiräume mit unterhaltsamen Gedanken füllt. Sein Vorbild bei White Pony war Robert Smith von der Band The Cure, insbesondere bei dem Album Pornography.

„Die Möglichkeit zu haben, über Dinge zu schreiben, die man ausweiten und sich vorstellen kann, Bilder zu zeichen, hat mich befreit. Ich musste mich an keine Agenda halten, sondern konnte mich einfach von den Klängen der Band inspirieren lassen und drum herum malen. Es war also mehr eine Art Experiment, ich war nicht auf meine alltäglichen Gefühle eingeschränkt, stattdessen konnte ich über die Musik aus dem Alltag entfliehen.“

Feiticeira wurde nach einer brasilianischen Frau benannt. Der Text enthält das Szenario einer Entführung und enthält zahlreiche Dialoge. Digital Bath handelt von einer sexuellen Fantasie, die Moreno eines Tages hatte. Der Protagonist ködert eine junge Frau in eine Badewanne. Während sie ein Bad nimmt, tötet der Protagonist die Frau durch einen Stromschlag. Anschließend nimmt er die Frau aus der Badewanne, trocknet sie ab und zieht ihr die Kleidung wieder an. Die Buchstaben „RX“ in RX Queen stehen für prescription. Das Lied handelt von Chino Morenos Beziehung zu seiner Ehefrau, die krankheitsbedingt mehrere Medikamente einnehmen muss. Der Text von Street Carp enthält ein kleines Easter Egg. Im Refrain singt Chino Moreno „6150 I confess“. Jahre später erklärte Moreno gegenüber Kerrang, dass dies seine damalige Gmail-Adresse war und niemand versucht hat, mit ihm Kontakt aufzunehmen. Das Lied Teenager schrieb Chino Moreno im Alter von 15 Jahren, als er bei seinen Großeltern in Arizona lebte, über seine erste Liebe und seinen ersten Liebeskummer. Ursprünglich sollte das Lied von Morenos Nebenprojekt Team Sleep veröffentlicht werden.
Knife Party wurde inspiriert durch eine Party im Tourbus, bei der alle Insassen mit einem Messer in der Hand herumtanzten. Moreno beschreibt ein Szenario von einer Unterweltgesellschaft, die mit Messern bewaffnet erotische Fantasien auslebt. Korea war das erste Lied, das die Band für das Album schrieb, und handelt vom weißen Pony, Strippern und Drogen. In Passenger geht es um Sex in einem Auto. Change (In the House of Flies) ist laut Chino Moreno ein metaphorisches Lied. Der Hörer könne es buchstäblich deuten, wie der Protagonist einer Person dabei zusieht, wie sie sich in eine Fliege verwandelt. Er nimmt diese Fliege mit nach Hause und entfernt lachend ihre Flügel. Der bringt hervor, dass der Protagonist ein komplettes Arschloch wäre und als Nachwirkung sein Leben verliert. Back to School (Mini Maggit) ist eine metaphorische Attacke an all die Bands, die ihren Sound von den Deftones gestohlen haben, insbesondere die aus dem Genre des Rap Metal.

## Titelliste
| Erstauflage 1. Feiticeira – 3:09 2. Digital Bath – 4:15 3. Elite – 4:01 4. RX Queen (feat. Scott Weiland) – 4:27 5. Street Carp – 2:41 6. Teenager – 3:20 7. Knife Prty a (feat. Rodleen Getsic) – 4:49 8. Korea – 3:23 9. Passenger (feat. Maynard James Keenan) – 6:07 10. Change (In the House of Flies) – 4:59 11. Pink Maggit – 7:32 12. The Boy’s Republic – 4:38 b | Wiederveröffentlichung 1. Back to School (Mini Maggit) – 3:57 2. Feiticeira – 3:09 3. Digital Bath – 4:15 4. Elite – 4:01 5. RX Queen (feat. Scott Weiland) – 4:27 6. Street Carp – 2:41 7. Teenager – 3:20 8. Knife Prty a (feat. Rodleen Getsic) – 4:49 9. Korea – 3:23 10. Passenger (feat. Maynard James Keenan) – 6:07 11. Change (In the House of Flies) – 4:59 12. Pink Maggit – 7:32 |

## Rezeption

### Rezensionen
Jason Pettigrew vom Magazin Alternative Press beschrieb White Pony als ein Album, das „den Maßstab für amerikanische Rockmusik dramatisch erhöht“. Das Album „erforscht die klanglichen Möglichkeiten der Rockmusik von Kopf bis zum Bauch, ohne die Intention zu verwässern oder die Essenz zu vermindern“. Ein „Ritt auf dem weißen Pony wäre erfrischend“. Das deutsche Magazin Visions kürte White Pony zum Album des Monats. Christian Kruse schrieb, dass das Album „sicherlich die volle Aufmerksamkeit des Zuhörers fordert“, diesen aber „mit einer emotionalen Tiefe belohnt, die im Veröffentlichungswust der letzten Monate ihresgleichen sucht“. Die Band habe „alles richtig gemacht“ und „ein Album vorgelegt, an dem sich alle anderen Bands der nächsten Jahre erst mal die Zähne ausbeißen dürfen“.
Thorsten Zahn vom deutschen Magazin Metal Hammer vergab die Höchstnote für die „emotional intensivste Eruption des kompletten New-Metal-Lagers“ (sic!), die „unvergleichlich tief reingeht“. Kritischer zeigte sich Greg Milner vom Magazin Spin. Viele der Lieder hätten, von der Autobahn aus gesehen, die „Deutlichkeit von Attraktionen am Straßenrand“, jedoch würde man sich „nur an die dämlichen klanglichen Details erinnern“. „Maden würden sich von zerfallenem Fleisch ernähren, und früher oder später würden sie die Deftones auffressen“. Milner vergab vier von zehn Punkten. Laut dem Bewertungs-Aggregator Metacritic erhielt das Album eine durchschnittliche Bewertung von 72 Punkten.
Mike Shinoda von der Band Linkin Park lobte White Pony. Die Musik hätte einen „Schwung, der ihn an seine Lieblings-Hip-Hop-Songs erinnern würde“. Auch wenn die Gitarren „teilweise superheavy wären, klangen sie geschmeidig wie ein Keyboard“. Ohne eine Band wie die Deftones hätten Linkin Park niemals ein Lied wie A Place for My Head geschrieben. Brann Dailor von der Band Mastodon bezeichnete White Pony als „makellos vom Anfang bis zum Ende“. Das „tiefe, emotionale Herz des Albums“ wäre die Sache, die es gegenüber anderen heraushebt. Rob Damiani von der Band Don Broco erklärte, dass White Pony sein Verständnis von harter Musik verändert habe. Es hat die Angeberei und Prahlerei des Nu Metal. Gleichzeitig ist es der perfekte Widerspruch zur Extravaganz und der beinahen Dummheit des Genres. Laut Jimmy Wizard von der Band Higher Power war das Album seiner Zeit weit voraus. Es hat einen großen Einfluss auf seine Art und Weise, Musik zu schreiben, ohne irgendwelche anderen Genres zu entsprechen.

### Bestenlisten und Preise

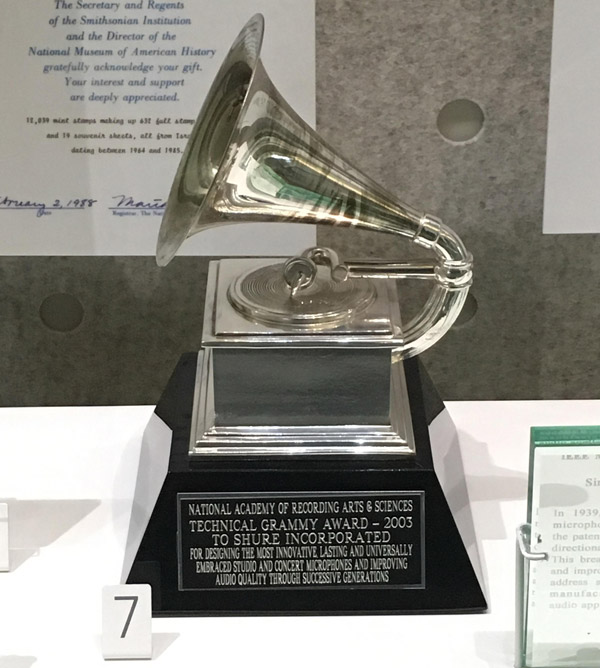
Die Grammy-Trophäe

Das Lied Elite wurde bei den Grammy Awards 2001 in der Kategorie Best Metal Performance ausgezeichnet und setzte sich gegen die Lieder The Wicker Man von Iron Maiden, Astonishing Panorama of the Endtimes von Marilyn Manson, Revolution Is My Name von Pantera und Wait and Bleed von Slipknot durch. Schlagzeuger Abe Cunningham erinnerte sich, dass die Band bei der Preisverleihung im hinteren Bereich auf einen Balkon gesessen hätten und nicht davon ausgingen, einen Preis zu gewinnen. Alle Preisträger hätten im vorderen Bereich gesessen und die Band wäre einfach froh gewesen, überhaupt dabei gewesen zu sein. Als der Bandname aufgerufen wurde sprangen die Musiker über den Balkon und machten sich auf den langen Weg zum Podium, wo sie keine Zeit mehr für eine Ansprache hatten. Cunningham erklärte, dass sein Preis auf einem Regel in seinem Haus steht und Staub sammelt.
White Pony wurde bei den Kerrang! Awards 2000 als bestes Album ausgezeichnet. Das britische Magazin Kerrang führte White Pony auf Platz zwei ihrer Liste der besten Alben des Jahres 2000. Das US-amerikanischen Magazin Rolling Stone führte White Pony auf Platz 66 ihrer Liste der 100 besten Metal-Alben aller Zeiten. Suzy Exposito schrieb, dass White Pony den „Entwicklungsverlauf der Rockmusik ins neue Jahrtausend für immer verschoben“ hat. Die Leser des deutschen Magazin Visions wählten White Pony im März 2017 anlässlich der 300. Ausgabe in die Liste der 300 Alben für die Ewigkeit. Die Redaktion des Magazins führt das Album in ihrer im April 2017 veröffentlichten Liste der 66+6 besten Metal-Alben des Jahrtausends und in der im November 2020 veröffentlichten Nu-Metal-Plattenkiste der 30 wichtigsten Genrealben. Das US-amerikanische Magazin Loudwire führte White Pony auf Platz fünf ihrer Liste der 50 besten Nu-Metal-Alben.

## Kommerzieller Erfolg

### Chartplatzierungen
White Pony avancierte mit Rang drei zum Top-10-Erfolg in den US-amerikanischen Billboard 200. Mit White Pony konnte sich die Band erstmals in den deutschen, österreichischen und Schweizer Albumcharts platzieren. Die höchste Chartplatzierung erreichte das Album in Australien, wo es Platz zwei erreichte. Darüber hinaus erreichte die Single Change (In the House of Flies) Platz 53 der britischen Singlecharts.
| ChartsChartplatzierungen            | Höchstplatzierung | Wochen |
| ----------------------------------- | ----------------- | ------ |
| Deutschland (GfK)                   | 11 (13 Wo.)       | 13     |
| Österreich (Ö3)                     | 39 (8 Wo.)        | 8      |
| Schweiz (IFPI)                      | 68 (4 Wo.)        | 4      |
| Vereinigte Staaten (Billboard)      | 3 (40 Wo.)        | 40     |
| Vereinigte Staaten (Billboard Rock) | 35 (2 Wo.)        | 2      |
| Vereinigtes Königreich (OCC)        | 13 (3 Wo.)        | 3      |

### Auszeichnungen für Musikverkäufe
Das Album verkaufte sich laut Schallplattenauszeichnungen weltweit über 1,1 Millionen Mal. Es verkaufte sich alleine in der ersten Verkaufswoche in den Vereinigten Staaten über 117.000 Mal.
| Land/Region                  | Auszeichnungen für Musikverkäufe (Land/Region, Auszeichnung, Verkäufe) | Verkäufe  |
| ---------------------------- | ---------------------------------------------------------------------- | --------- |
| Australien (ARIA)            | Platin                                                                 | 70.000    |
| Kanada (MC)                  | Gold                                                                   | 50.000    |
| Neuseeland (RMNZ)            | Gold                                                                   | 7.500     |
| Vereinigte Staaten (RIAA)    | Platin                                                                 | 1.000.000 |
| Vereinigtes Königreich (BPI) | Gold                                                                   | 100.000   |
| Insgesamt                    | 3× Gold · 2× Platin ·                                                  | 1.227.500 |

Darüber hinaus erhielt die Single Change (In the House of Flies) im Vereinigten Königreich eine Silberne Schallplatte für 200.000 verkaufte Einheiten.